# Musée du moulin de Brüglingen
 (signalé en mai 2025).
Si vous disposez d'ouvrages ou d'articles de référence ou si vous connaissez des sites web de qualité traitant du thème abordé ici, merci de compléter l'article en donnant les références utiles à sa vérifiabilité et en les liant à la section « Notes et références ».
- Archive Wikiwix
- Bing
- Cairn
- DuckDuckGo
- E. Universalis
- Gallica
- Google
- G. Books
- G. News
- G. Scholar
- Persée
- Qwant
- (zh) Baidu
- (ru) Yandex
- (wd) trouver des œuvres sur Wikidata

Le musée du moulin de Brüglingen (allemand : Mühlemuseum Brüglingen) se trouve dans la plaine de Brüglingen (de) dans le quartier de Neue Welt (de) à Münchenstein (dans la région de Birseck), Bâle-Campagne, en Suisse.

## Situation

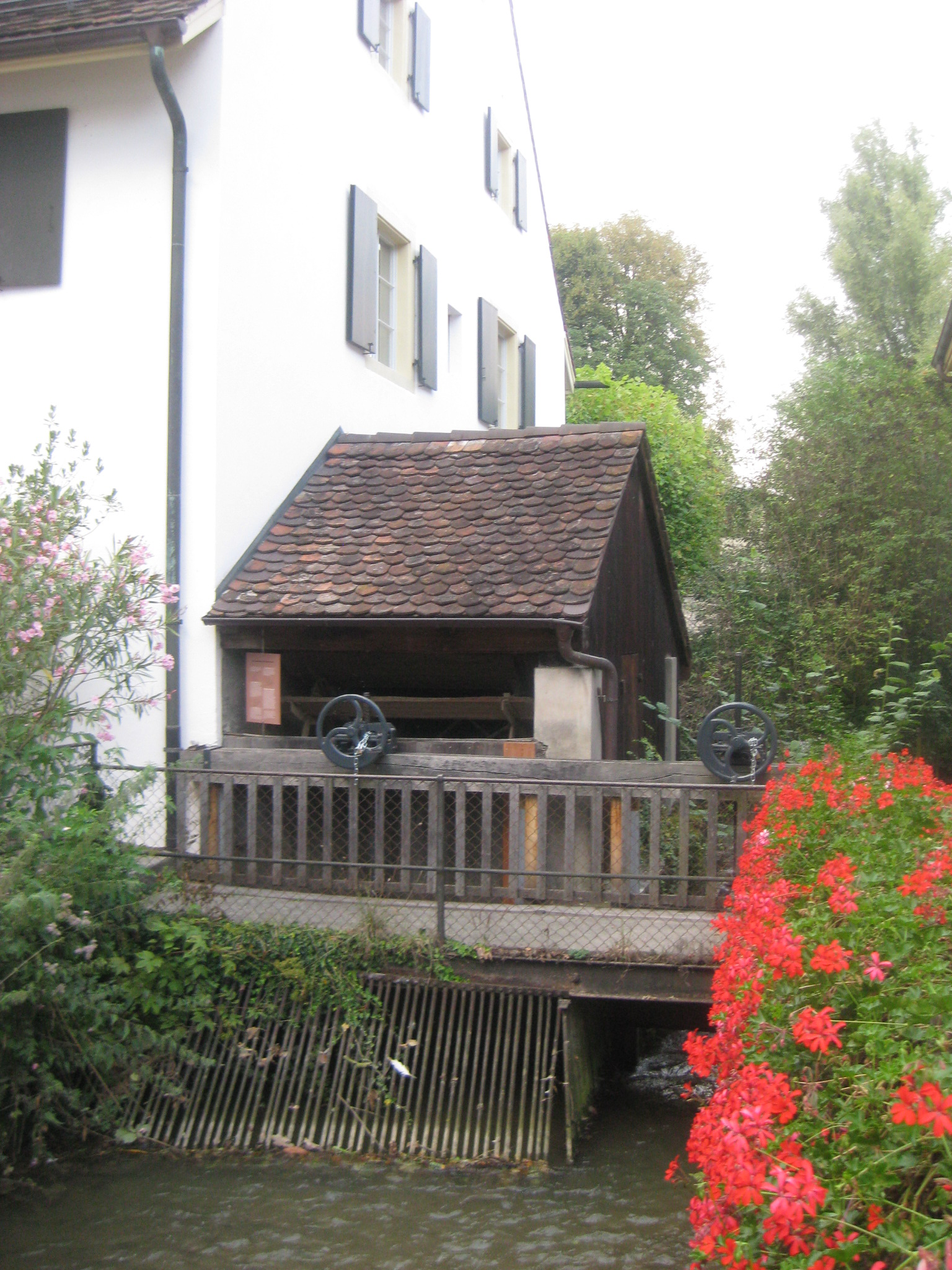
Musée du moulin de Brüglingen, maison de la roue avec roue hydraulique

Le musée du Moulin se trouve dans l'ancien moulin à céréales de la ferme Brüglingerhof. Il se trouve au centre des jardins Merian, juste en face de la Villa Merian (de), qui abrite aujourd'hui le Café Merian. Le moulin-musée est accessible en quelques minutes à pied depuis l'entrée principale du parc Pré Vert (anciennement Grün 80). Suivez la rive gauche du lac St. Alban. Celui-ci fournit encore aujourd'hui l'eau nécessaire à la roue du moulin. Le chemin pédestre est indiqué.

## Histoire
Au XIIe siècle, le monastère bâlois de St-Alban (de) a fait construire le canal St. Alban-Teich (de). Celui-ci naissait à l'origine près de Saint-Jacques sur la Birse (de) sur un bras latéral de la Birse qui existait encore vers 1100. Il devait servir à l'exploitation de moulins à céréales. De nombreux artisans ont alors construit des moulins le long du canal. Le canal d'eau permettait d'actionner des roues à eau qui transmettaient l'énergie nécessaire à toutes sortes d'outils dans les bâtiments.
Le moulin (l'actuel musée) est mentionné pour la première fois en 1259. Il appartenait à l'abbaye de la cathédrale de Bâle et a été exploité jusqu'au XVIe siècle par un fermier qui avait ainsi le monopole de la meunerie pour les fermes de l'abbaye. Le moulin était alimenté en eau par la Birse via l'étang de St. Alban. En raison des variations du niveau de l'eau de la Birse dues à l'environnement, d'une part à des crues ou d'autre part à un manque d'eau, l'existence du moulin était régulièrement menacée.
La construction du bâtiment actuel du moulin a eu lieu au cours du XVIe siècle. Après une transformation en 1777, il fut par plusieurs meuniers respectifs.
Christoph Merian a repris l'exploitation du domaine et le moulin en 1824. La Fondation Christoph Merian (de) l'a transformé en 1892 en un moulin à céréales moderne. Cela permit d'accepter des commandes de tiers. Au cours de l'année 1925, le traitement des commandes des clients fut de nouveau été arrêté. Jusque dans les années 1950, le moulin ne servait plus que de moulin à fourrage pour l'exploitation du domaine.
En 1966, le moulin a été transformé en musée. L'exposition, qui existe depuis cette époque, a été repensée en 2002. Elle raconte l'histoire du moulin et le travail manuel et journalier des meuniers de l'âge du bronze jusqu'au XXe siècle. Le moulin est entièrement fonctionnel, ce qui permet de montrer le fonctionnement de la roue à eau actionnée par la force hydraulique, du mécanisme d'entraînement et de la meule en rotation. En outre, une documentation interactive retrace l'histoire de l'ancien moulin à actions de Bâle (de), qui a dû cesser sa production fin 2003.

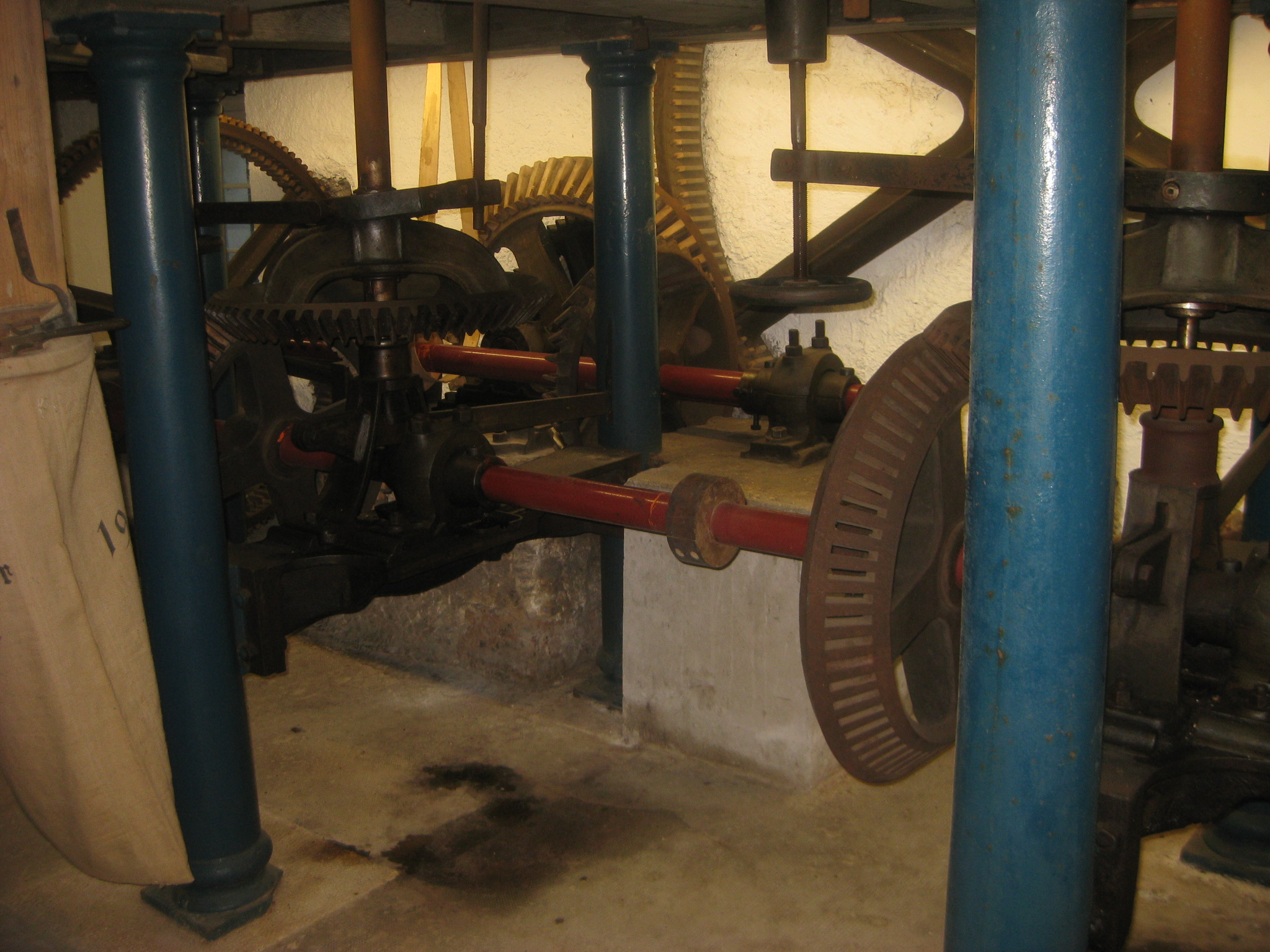
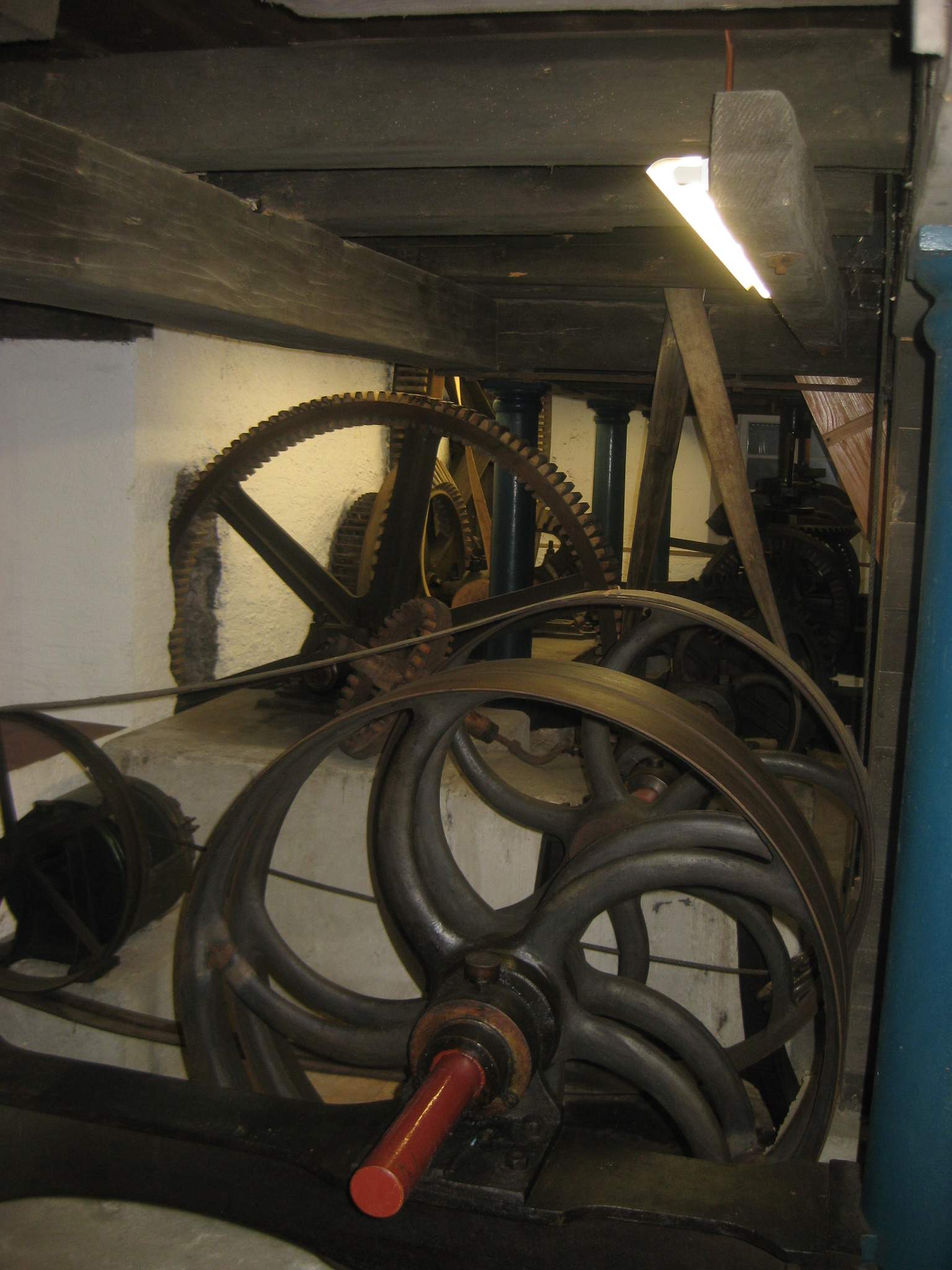
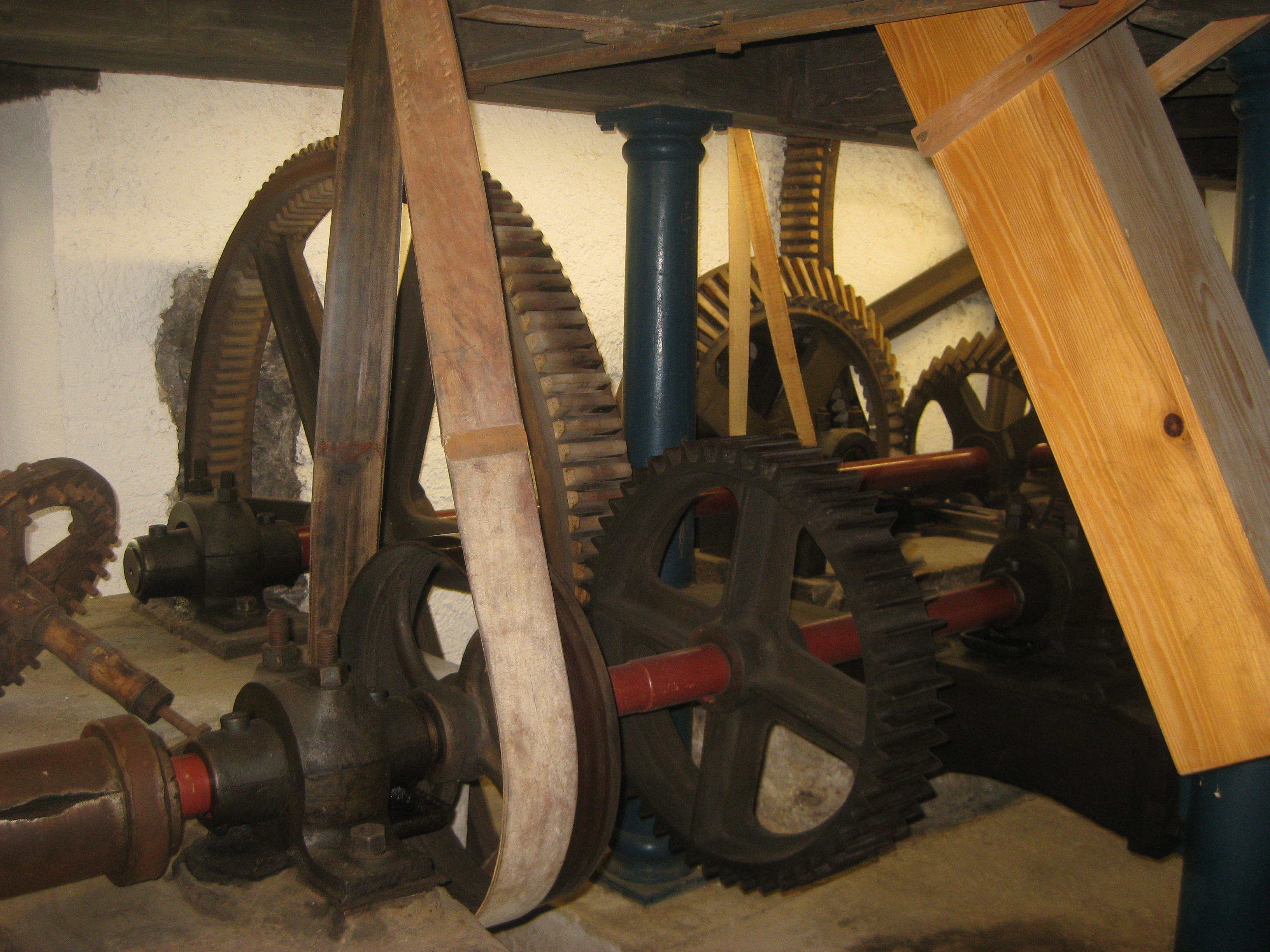
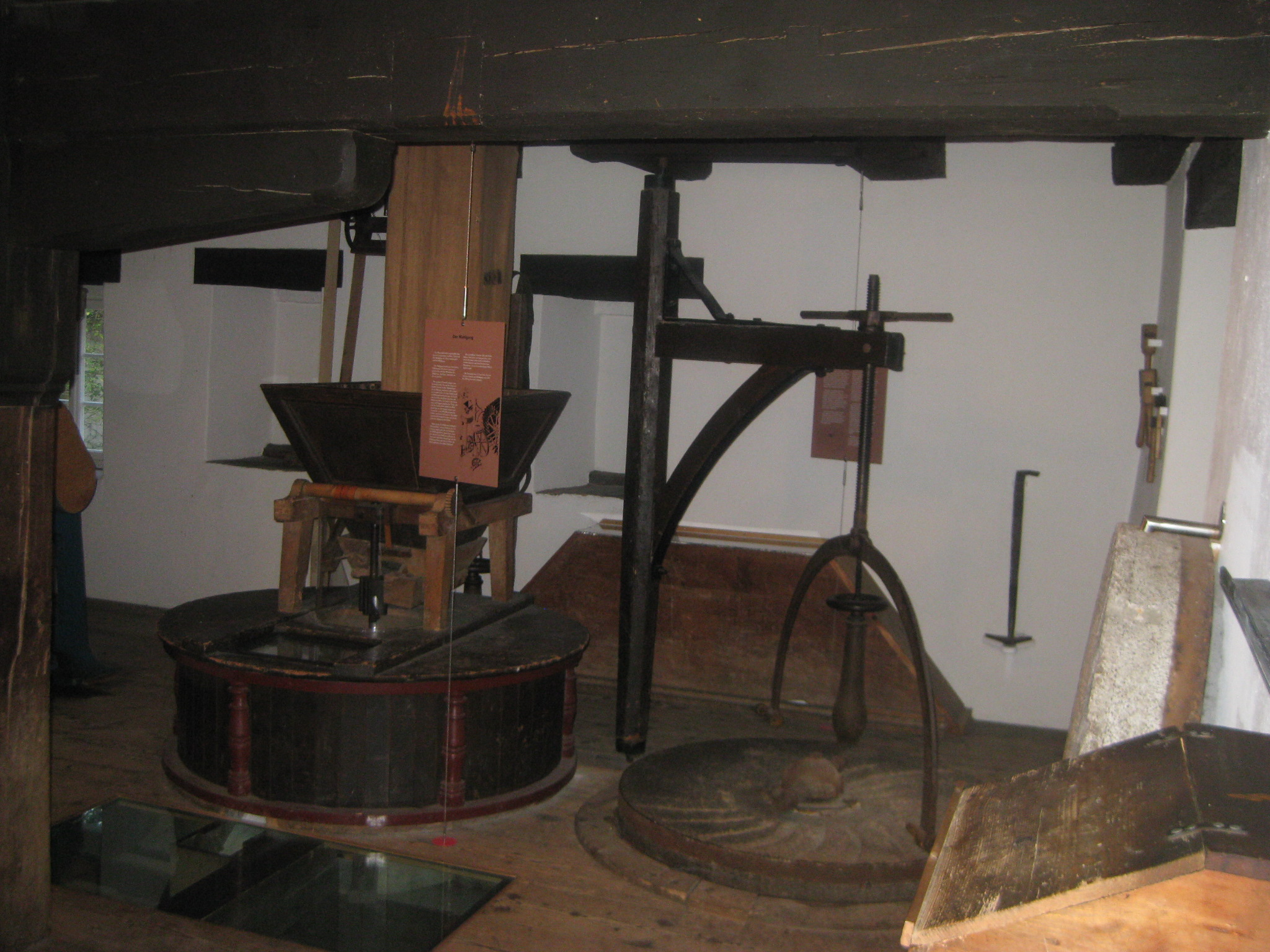
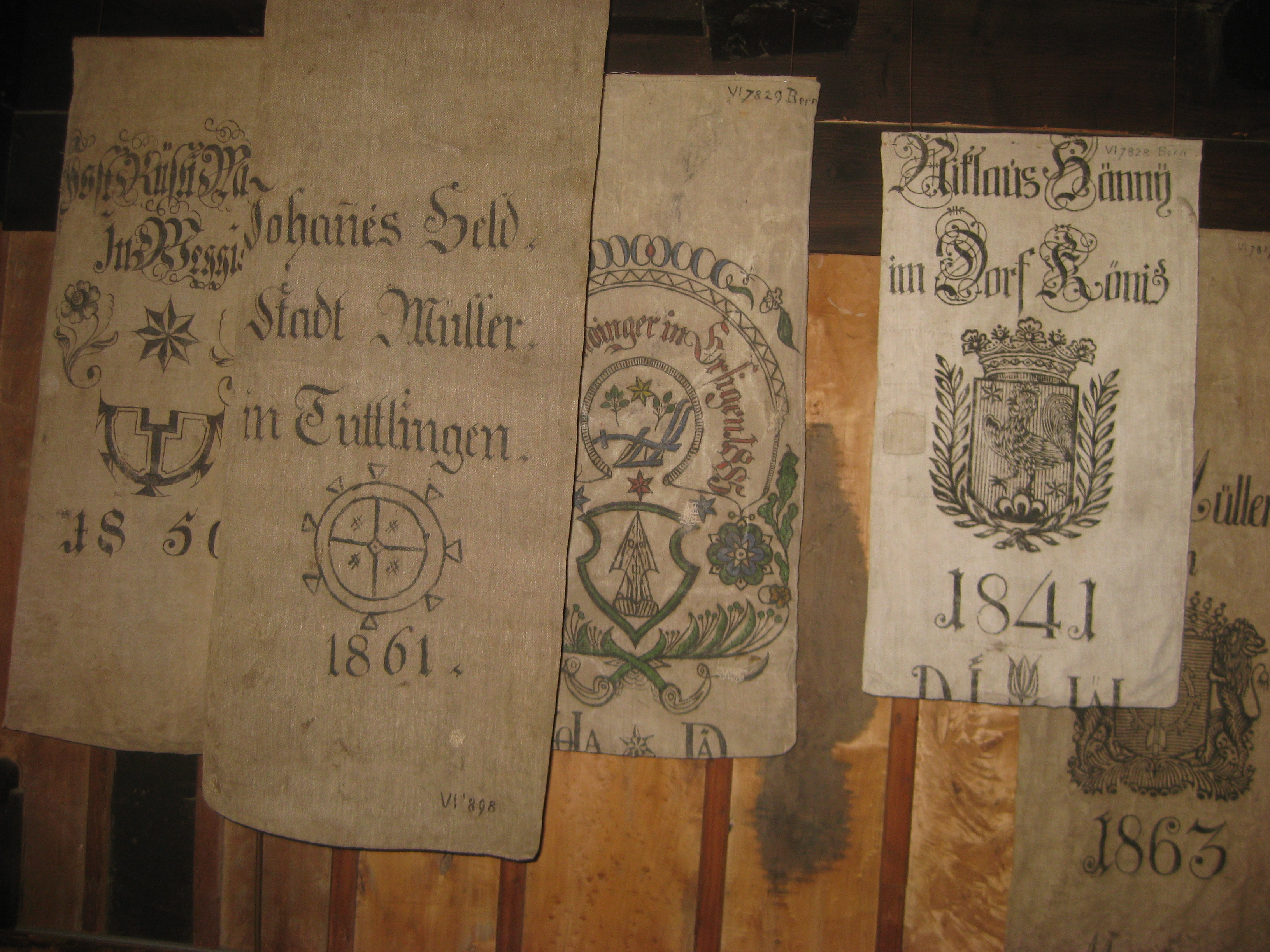

Dégorgeoirs de moulins exposés au musée
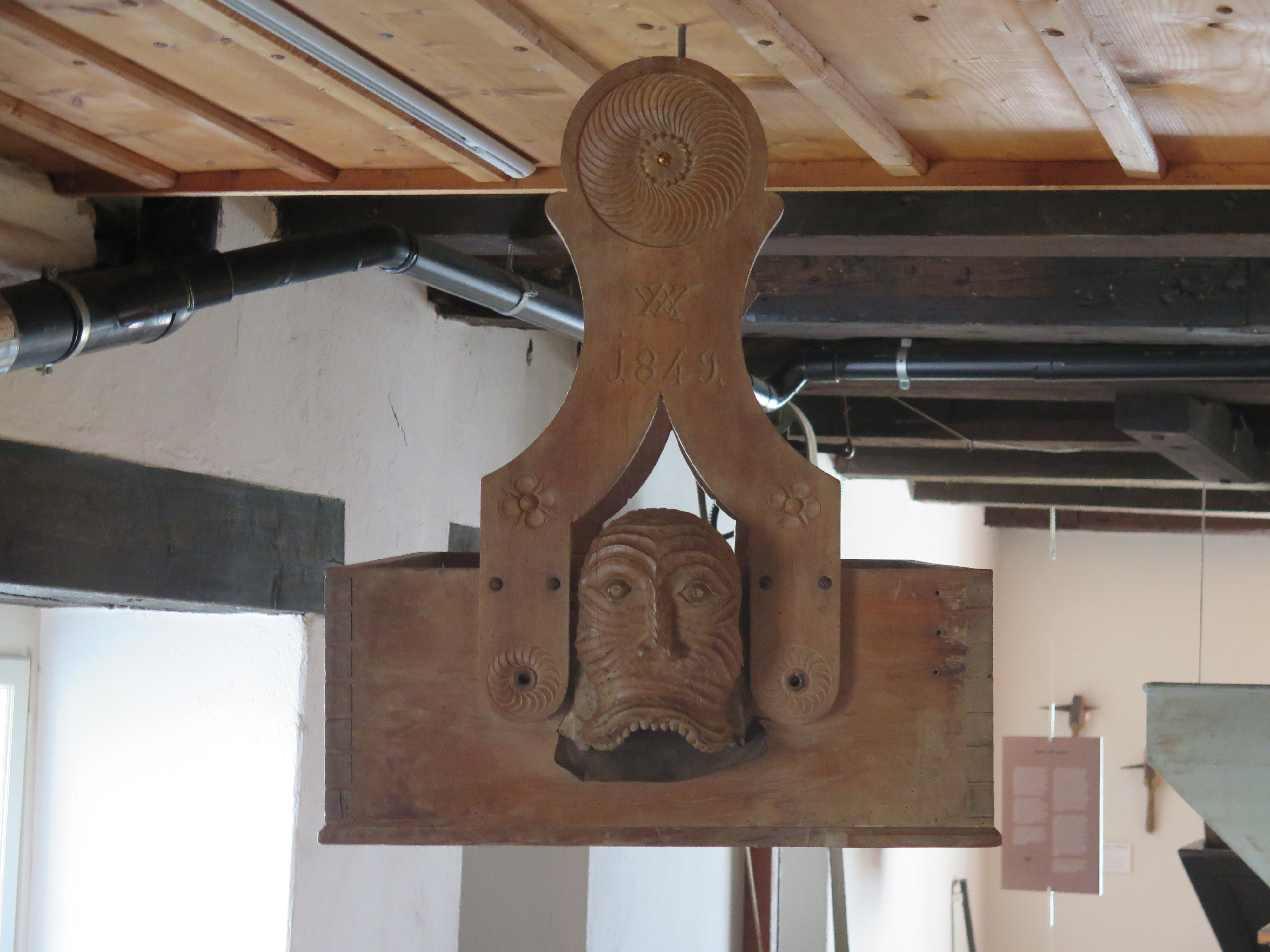
De Bürglen en Thurgovie (Suisse).
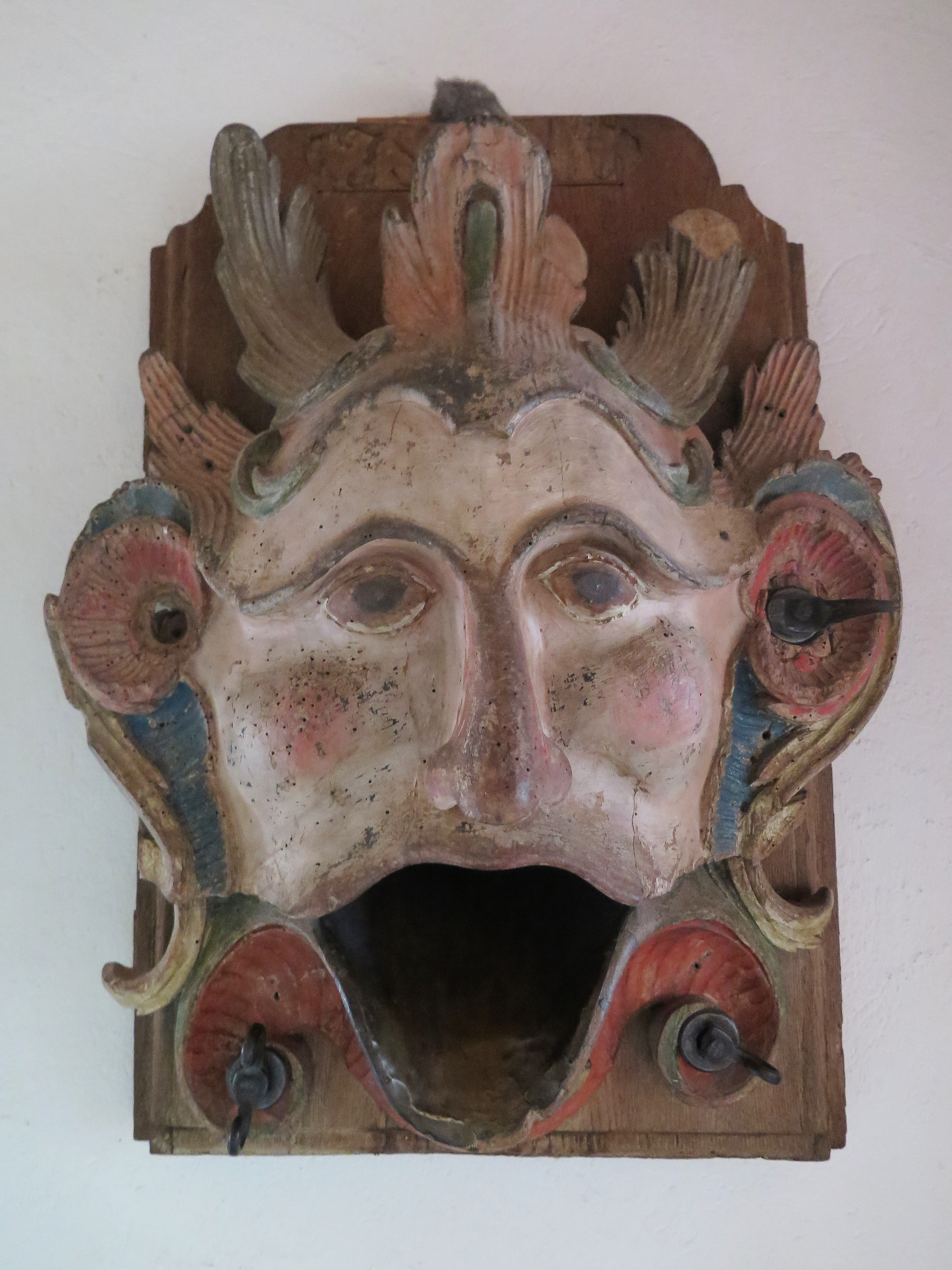
Grimace aux oreilles décollées. Peut-être de Morat en Suisse, vers 1770
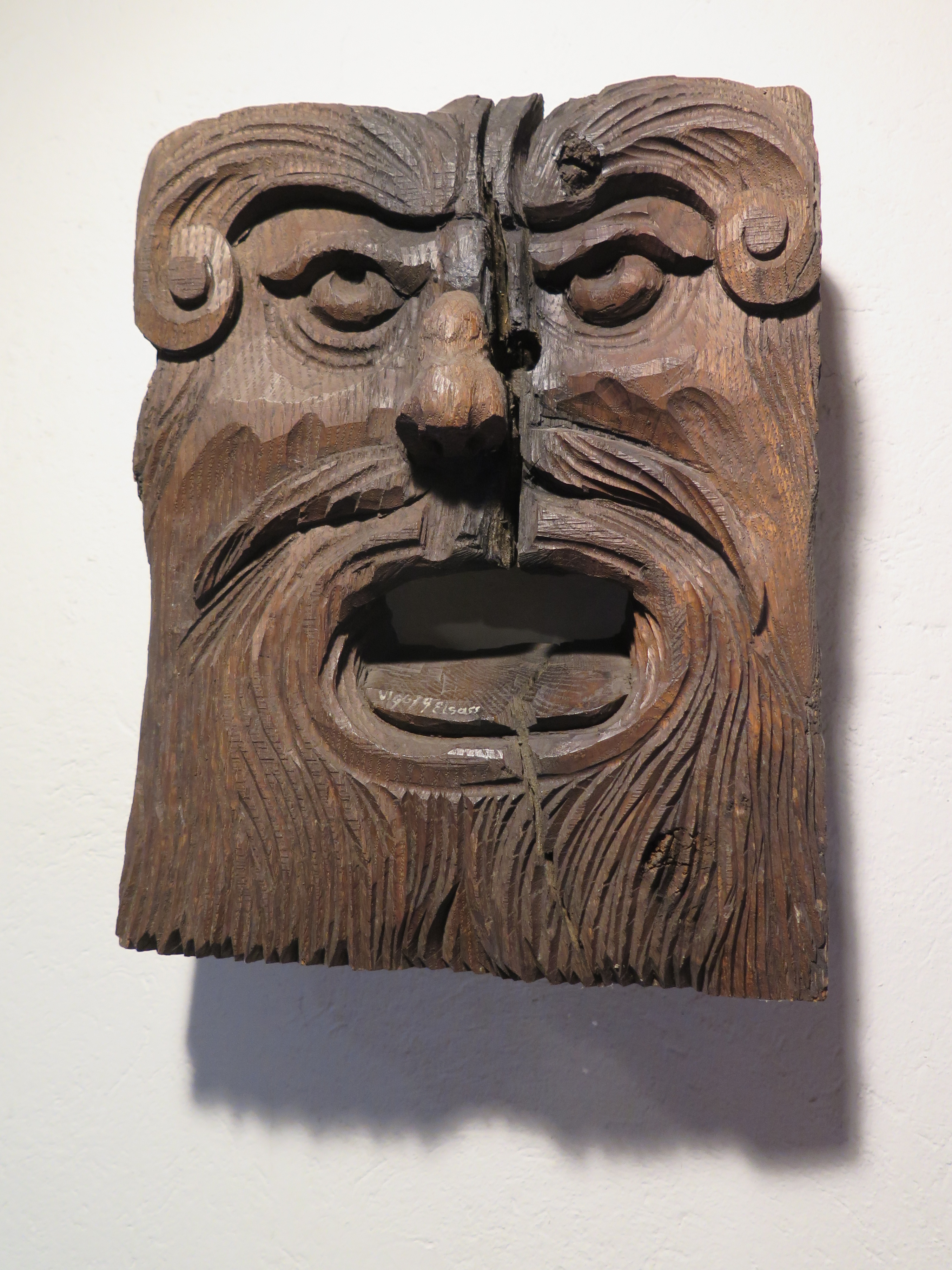
Dégorgeoir, vers 1800.
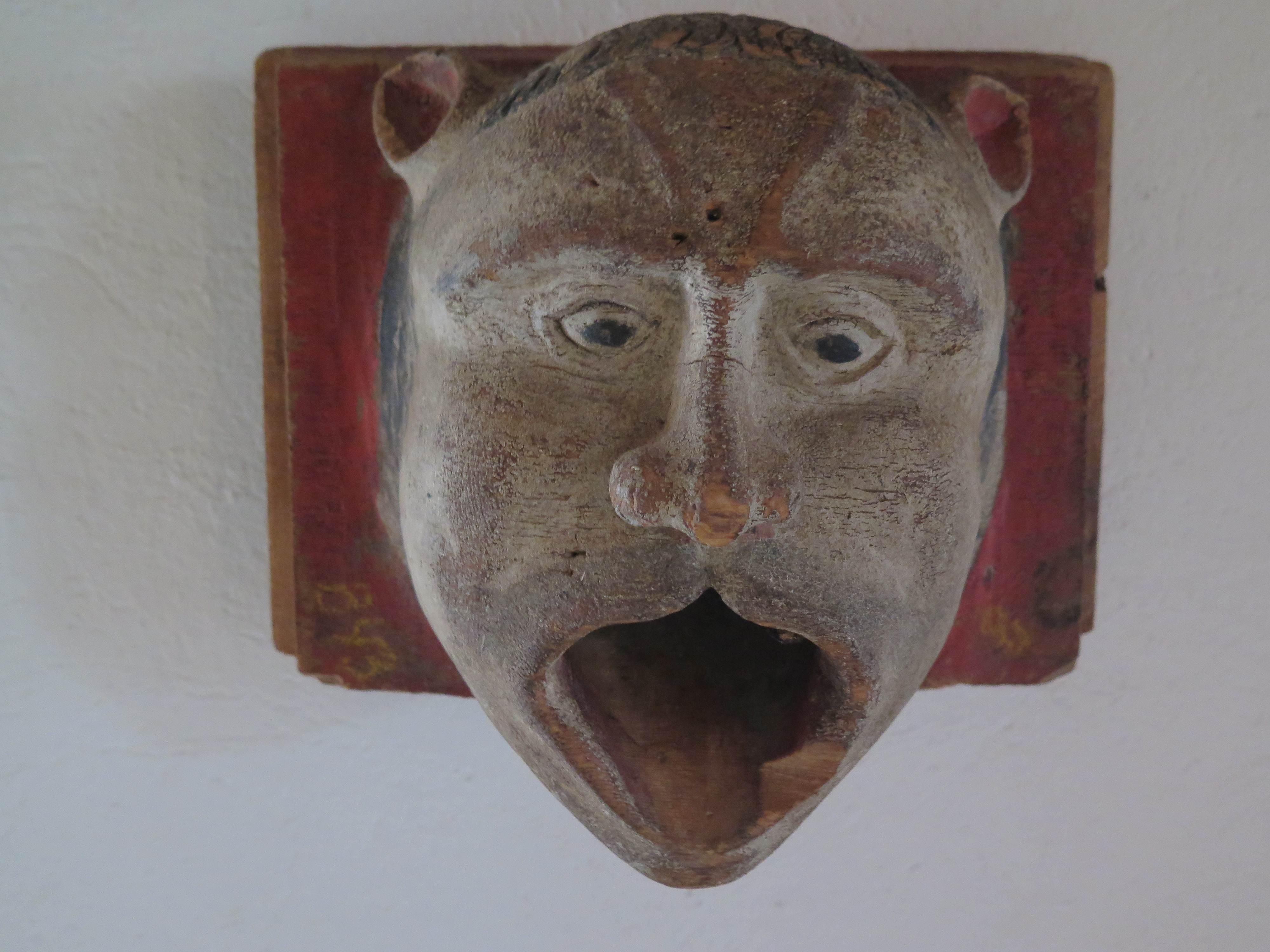
Être hybride, homme avec des oreilles d'animal. Tyrol du Sud, 1526 (?).